# USS Benham (DD-796)
L'USS Benham (codice alfanumerico DD-796) è stato un cacciatorpediniere appartenente alla United States Navy, unità della classe Fletcher. Costruito nel corso del 1943, combatté sul fronte del Pacifico durante la seconda guerra mondiale, spesso a fianco delle portaerei veloci. Gli Stati Uniti lo mantennero in servizio fino al 15 dicembre 1960, quando fu venduto alla Marina de Guerra del Perú, che lo ribattezzò BAP Villar (con nuovo pennant number DM-71), in onore del contrammiraglio Manuel Villar Olivera.

## Storia
Entrato in servizio alla fine del 1943, il Benham combatté nell'Oceano Pacifico durante la seconda guerra mondiale, partecipando alla battaglia del Golfo di Leyte.
Dopo aver svolto alcuni lavori di modernizzazione, in base al Military Assistance Programm (MAP), un programma di assistenza militare ai paesi dell'America Latina, il 15 dicembre 1960 fu trasferito in prestito temporaneo alla marina militare peruviana. Nel 1971 la nave prese parte ad esercitazioni antisommergibile in acque territoriali nazionali, tra Ilo e Matarani, assieme al cacciatorpediniere Guise e alla fregata Aguirre e a tre sommergibili peruviani, quando fu registrata la presenza in zona di un quarto sottomarino di nazionalità sconosciuta. Dopo aver richiesto l'autorizzazione al comando navale di Lima, prima il Villar e poi la fregata Aguirre attaccarono il sommergibile con bombe di profondità, apparentemente senza successo.
La nave fu definitivamente acquistata, insieme alla gemella Guise il 15 gennaio 1974, e l'anno successivo fu sottoposta a lavori di ammodernamento che comportarono l'installazione di una piattaforma per l'appontaggio degli elicotteri antisommergibili Agusta-Bell AB 212 ASW. L'unità  prestò servizio fino al 13 maggio 1980, e dopo la radiazione fu usata come nave bersaglio per il lancio di un missile superficie-superficie MM-38 Exocet da parte del cacciatorpediniere lanciamissili Ferré prima di essere definitivamente demolita.

### Annotazioni
1. ↑  Pubblicato nel diario La Segunda de Santiago il 3 agosto 2007, autrice la storica Patricia Arancibia, nell'articolo Chile – Perú, Una década en tensión (1970–1979).
2. ↑  Secondo alcune fonti si trattava del sommergibile cileno SS-20 Thompson, che riuscì a rientrare a Talcahuano con morti e feriti a bordo.
3. ↑  Per consentire l'ammodernamento delle due unità in servizio la marina peruviana acquistò il 26 luglio 1974 i cacciatorpediniere Terry e La Vallette, che furono cannibalizzati per fornire parti di ricambio.

### Fonti
1. ↑  Silverstone 2008, p. 81.
2. ↑  USS Benham